# جیووانی دوس سانتوس
جیووانی «جیو» دوس سانتوس رامیرس (اسپانیایی: Giovani "Gio" dos Santos Ramírez‎؛ زادهٔ ۱۱ مهٔ ۱۹۸۹) بازیکن فوتبال اهل مکزیک است.

## باشگاهی

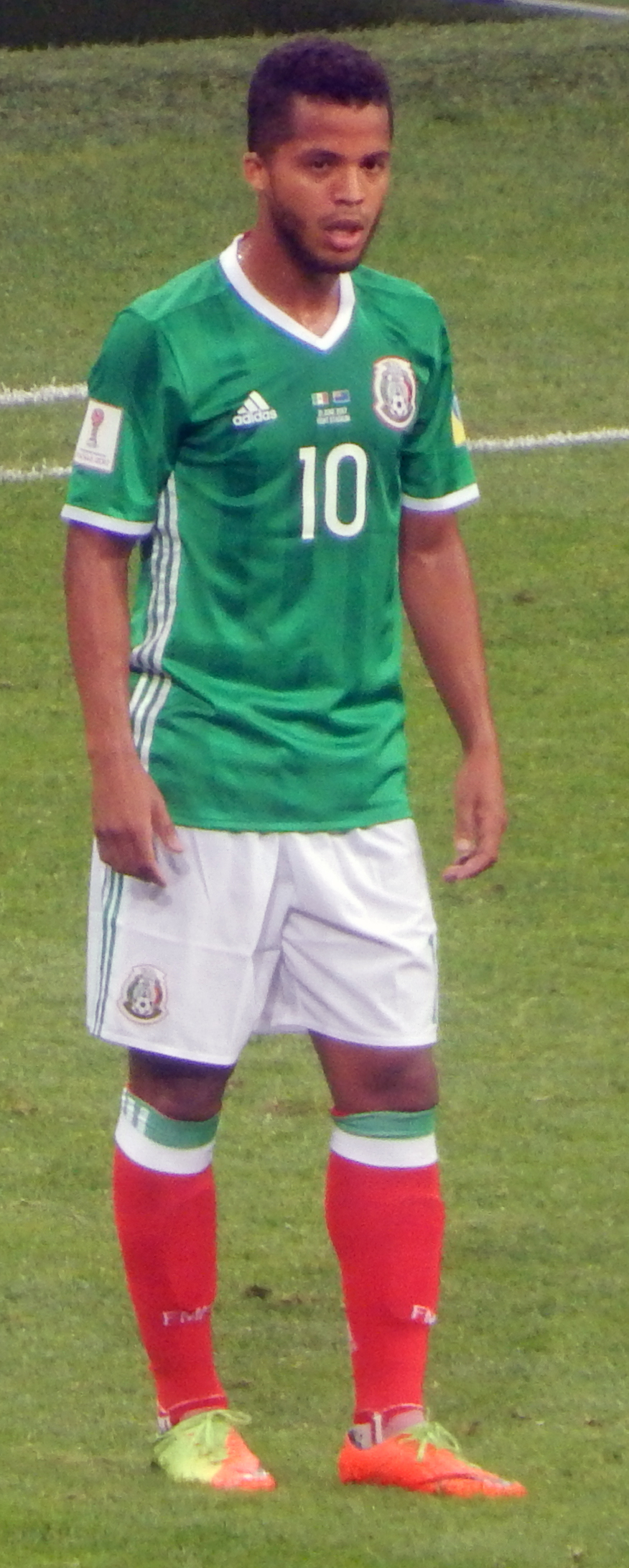
جیووانی «جیو» دوس سانتوس رامیرس در سال 2017

او فوتبال خود را از پایه‌های بارسلونا آغاز و سپس در سال ۲۰۰۷ به تیم اصلی این تیم پیوست. او در ابتدا به عنوان یکی از آینده دارهای فوتبال دنیا شناخته می‌شد اما افت ناگهانی او باعث جداییش از بارسلونا و پیوستنش به تاتنهام شد. او پس از چند فصل نا موفق در لیگ جزیره به صورت قرضی به گالاتاسرای و از آنجا به سانتاندر پیوست. او در سال ۲۰۱۲ عازم مایورکا شد و باز هم ناموفق ظاهر شد و این بار ویارئال را به عنوان مقصد بعدی خود پیش روی خود دید. سرانجام در سال ۲۰۱۵ باشگله لس آنجلس گالکسی در ۱۵ ژوئیه او را به خدمت گرفت و تاکنون ۱۸ گل برای این تیم به ثمر رسانده و دوران نسبتاً موفق تری نسبت به گذشته برای او در حال سپری شدن است.

## تیم ملی
او تاکنون برای تیم ملی مکزیک ۹۳ بازی انجام داده و ۱۸ گل ملی را نیز به ثمر برساند. او هم‌چنین در جام جهانی ۲۰۱۰ به همراه تیم ملی کشورش حاضر بوده. گل او به تیم آمریکا در مسابقات کنکاکاف ۲۰۱۱ نامزد دریافت جایزه بهترین گل سال (پوشکاش) قرار گرفت.